# 長屋門
長屋門（ながやもん）は日本の伝統的な門形式の一つ。

## 歴史
長屋門は近世諸大名の城郭、陣屋、武家屋敷門として発生した形式で、江戸時代に多く建てられた。諸大名は、自分の屋敷の周囲に、家臣などのための長屋を建て住まわせていたが、その一部に門を開いて、一棟とした物が長屋門の始まりである。
その後、長屋門は上級武士の住宅の表門の形式として広く利用されるようになっていった。武家屋敷の長屋門では、門の両側部分に門番の部屋や仲間部屋が置かれ、家臣や使用人の居所に利用された。侍屋敷の長屋門は武家屋敷のものより小規模であるが、基本的な構成はほぼ同じである。
また郷村武士の家格をもつ家や、苗字帯刀を許された富裕な農家・庄屋でも長屋門は作られた。更に明治以後は他の富農の家屋敷にも作られるようになった。このような長屋門では、門の両側部分は使用人の住居・納屋・作業所などに利用された。

## 規格
長屋門の意匠や構造は、その家の格式や禄高によって細かく決められていた。例えば侍屋敷での長屋門の壁は漆喰が許されたのに対し、民家では板張りが基本となっていた。江戸時期の状態のまま現存する民家の長屋門において、漆喰や彩色がある場合は、武士との姻戚関係があったり、普請協力により侍屋敷の旧長屋門の払い下げを受けた場合など、特別な場合のみである。司馬遼太郎の随筆によれば、江戸時代の格式としては冠木門（サの字門）よりも上であり、献金など多大な貢献を受けた場合にのみ民間には許されたという。
門は、中央の両開きの大扉と脇の潜戸の組み合わせがほとんどであるが、格により、潜戸が大扉の両脇に有る場合や片側だけの場合がある。
なお、櫓門形式のものでも、渡櫓門を時に長屋門と称する場合がある。これは、門上部に廊下として渡してた櫓を「多門」とも「長屋」とも称することがあるためである。関東地方の豪農の屋敷に多い。

## 各地の長屋門
- 宮城県栗原市には、2009年（平成21年）時点で594軒の長屋門が現存している（旧一迫町133軒、旧志波姫町123軒、旧栗駒町113軒など）[1]。当初は茅葺屋根だったが、戦後に瓦に葺き替えられたという[1]。この地域では長屋門の中で養蚕も行われていた[1]。長屋門内での他の農作業としては脱穀や精米が行われていたが、農業機械が導入されると長屋門内での農作業は減り、物置小屋として使用されるようになったという[1]。
- 神奈川県相模原市には2024年（令和6年）時点で、国登録文化財は神原家住宅長屋門（津久井地区大久和[2]）、旧笹野家住宅長屋門の2軒、相模原市登録文化財は清水家旧主屋・長屋門、福田家の長屋門（下溝[2]）、牛久保家の長屋門の３軒があり[3]、このほかに小川三千太郎家（淵野辺）、中村家（勝坂）、斉藤家（篠原）、天野家（鳥屋）などがある[2]。おなじく相模原市の旧内郷地区関口（現：緑区寸沢嵐）にある大神田家の屋敷の長屋門は、通りに面して構えがあり、内部に母屋と蔵と蚕屋（ケーコヤ）があり、さらにソトブロ（風呂）を有していた[4]。